# Kedestes barberae
Kedestes barberae är en fjärilsart som beskrevs av Henry Trimen 1873. Kedestes barberae ingår i släktet Kedestes och familjen tjockhuvuden. Inga underarter finns listade i Catalogue of Life.

## Bildgalleri

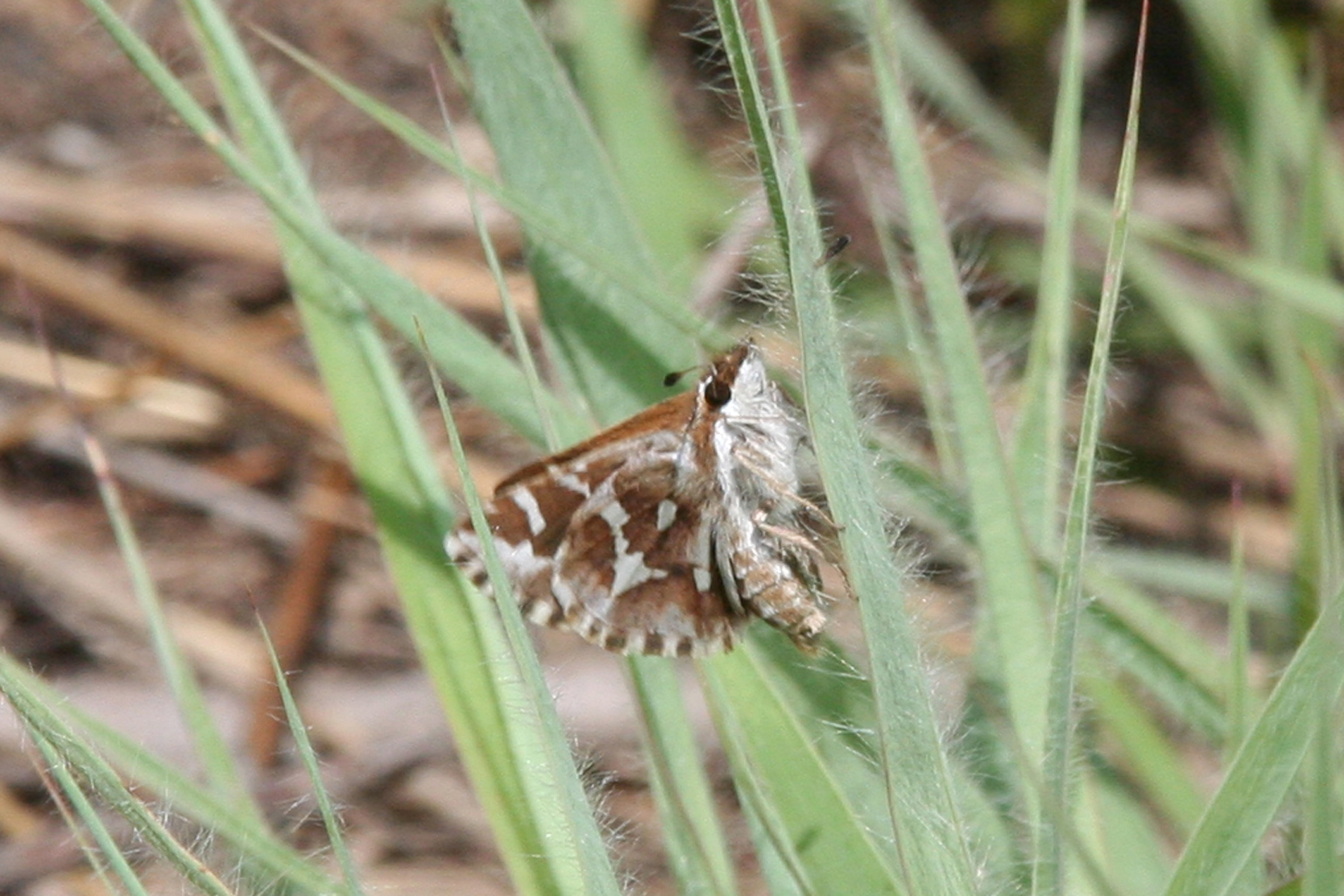